# Die sündige Kleinstadt
Die sündige Kleinstadt ist eine 1974 in Schleswig-Holstein gedrehte, deutsche Erotikfilmkomödie. Unter der Regie des Schauspielers Reiner Brönneke, der auch eine Rolle übernommen hatte, spielen Kai Fischer, Eva Pflug und Helga Feddersen Hauptrollen.

## Handlung
Das kleine, verschlafene Bumburg ist eine ganz normale Kleinstadt in der norddeutschen Provinz. Da gibt es junge, aufgeschlossene Mädchen, die den ganzen Tag nur an Jungs und Sex denken, einen Akademiker (Dr. Dierig, gespielt von Regisseur Brönneke), der eine Affäre mit einer jüngeren Frau hat, von der die Nachbarschaft aber nichts wissen soll, ein dauergeiler Milchmann, der gern einmal seine Hände nicht bei sich halten kann, eine prüde, leicht erregbare Lehrerin namens Stubentreu und den Bumburger Stadtrat Hannemann, der mit dem keifenden „Drachen“ Luise verheiratet ist. Diese spindeldürre Frau regt sich gern über alles und jeden auf, derzeit gerade über irgendwelche Schmierfinke, die das Ortseingangsschild von Bumburg zwischen dem Buchstaben „m“ und dem Buchstaben „b“ nun schon zum dritten Mal in dieser Woche um einen weiteren Buchstaben, dem „s“, bereichert haben, sodass das kleine Kaff nunmehr zur „Bumsburg“ verändert wurde. Dies ist die Ausgangssituation der nachfolgenden Geschichte:
In dieser aufgeregten Atmosphäre ganz normalen Spießerwahnsinns platzt eine weitere „Affäre“ hinein: Drei hübsche Schülerinnen im heiratsfähigen Alter kichern und gackern nackt im Bett liegend, als sie aus den erotischen Aufzeichnungen einer von ihnen, die in einer Kladde namens „Mein intimes Tagebuch“ zusammengefasst sind, lesen. Ausgerechnet die Autorin jener spätpubertären Ergüsse, Stadtrattochter Monika Hannemann, lässt eines Tages im Klassenzimmer ihre erotischen Phantasien liegen, woraufhin diese Zeilen in die Hände der trutschigen Lehrerin Fräulein Stubentreu geraten. Sie liest darin und entnimmt den Zeilen, dass Monika zur Dorfmatratze geworden sein muss und mit der halben Männerwelt Bumburgs geschlafen hätte.
Bald macht der erotische Inhalt die große Runde, wird zum Kleinstadtgespräch, und die Vermutungen und Unterstellungen, wer was mit wem in Bumburg gehabt hatte oder hätte haben könnte, schießen ins Kraut. Sogar eine wenig skrupelbehaftete Reporterin namens Waltraut Henze reist an, da sie hinter dem Geschreibsel eine Sensationsstory wittert. Ihre Vorgehensweise beinhaltet auch Erpressung einiger im Heftchen Genannten. Nun droht das gesamte innerstädtische Moralgefüge der angeblich sündigen Kleinstadt aus dem Gleichgewicht zu geraten, und Monis Ergüsse sorgen für reichlich Turbulenzen, bis sich das Ganze als das herausstellt, was es ist: ein pubertärer Tagtraum halbwüchsiger und ständig an Sex denkender Schulmädchen.

## Produktionsnotizen
Die sündige Kleinstadt entstand Mitte 1974 in Regisseur Brönnekes Wohnort Hamfelde (Lauenburg) vor den Toren Hamburgs. Der Streifen wurde am 18. April 1975 uraufgeführt. Ein späterer Titel war Wenn Mädchen aus der Schule plaudern.
Brönneke übernahm auch die Produktionsleitung. Seine Ehefrau, die ehemalige Tänzerin und heutige Likörfabrikbetreiberin Meike Brönneke, kümmerte sich um die Garderobe.

## Kritik
Das Lexikon des internationalen Films sah in dem Film „keine Satire auf doppelte Moral, sondern ein[en] öde[n] Sexfilm mit Stammtischwitzen.“